# Świnoujście Port

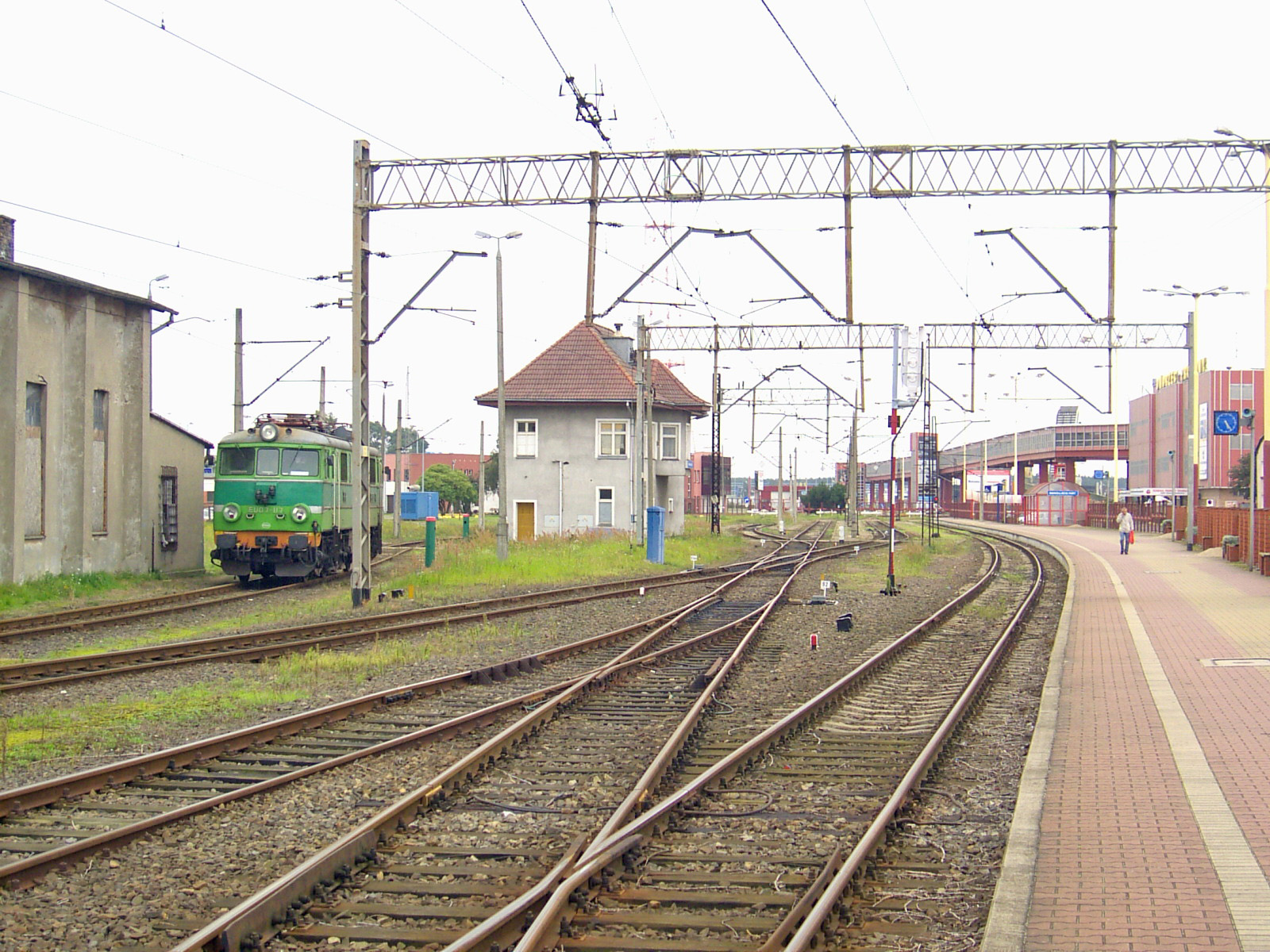
Przystanek kolejowy Świnoujście Port (2008)

Świnoujście Port – przystanek osobowy w Świnoujściu w województwie zachodniopomorskim.

## Ruch pasażerski
| Rok  | Wymiana pasażerska na dobę |
| ---- | -------------------------- |
| 2017 | 20-49                      |
| 2022 | 150-199                    |

Przystanek jest położony naprzeciwko Terminalu Promowego Świnoujście. Jest to końcowa stacja dla niektórych pociągów kursujących do Świnoujścia. W bazie promów morskich znajdowała się kasa sprzedaży biletów. Oddalony jest od stacji Świnoujście o ok. 570 m. Przystanek jest jednocześnie zakończeniem linii kolejowej nr 401, która ma swój początek na stacji Szczecin Dąbie.